# HMS Wild Swan (D62)
«Вайлд Свон» (D62) (англ. HMS Wild Swan (D62) — військовий корабель, ескадрений міноносець «Модифікований Адміралті» типу «W» Королівського військово-морського флоту Великої Британії за часів Другої світової війни.
«Вайлд Свон» був закладений у липні 1918 року на верфі компанії Swan Hunter у Волсенді. 17 травня 1919 року він був спущений на воду, а 14 листопада 1919 року увійшов до складу Королівських ВМС Великої Британії.
Есмінець брав участь у бойових діях на морі Другої світової війни, бився в Північній Атлантиці, біля берегів Африки, супроводжував конвої. За проявлену мужність та стійкість у боях бойовий корабель заохочений двома бойовими відзнаками.
17 червня 1942 року перебував в ескорті конвою HG 84, який під час проходження повз групи іспанських траулерів у 100 милях від узбережжя Франції, був атакований 12 німецькими бомбардувальниками Ju 88, що прийняли судна за ворожий конвой. «Вайлд Свон» відбивав повітряні атаки й збив 6 німецьких літаків, але отримав пошкодження внаслідок чого втратив керування і зіткнувся з іспанським траулером, який відразу затонув. Британський есмінець врятував 11 іспанців, але через серйозні пошкодження сам незабаром затонув.

## Історія служби
20 серпня 1940 року «Вайлд Свон» разом з іншими есмінцями перейшов до 16-ї флотилії есмінців, що забезпечувала охорону східного узбережжя Англії, базуючись на військово-морську базу в Гаріджі.
30 жовтня 1940 року есмінець включений до 7-ї ескортної групи, що базувалася у Ліверпулі, для захисту атлантичних конвоїв. Незабаром увійшов до складу ескорту конвою HX 83.
8 червня 1941 року вийшов у супроводження авіаносця «Вікторіос» разом з однотипними есмінцями «Вайверн» і «Вансітарт» у тривалий похід до Гібралтару, а звідсіля до Фрітауна на заході Африки. Тут з «Вансітарт» увійшли до складу оперативної групи Атлантичного флоту, що обороняла підступи до цього стратегічно важливого порту.